# Рутульская архитектура
Рутульская архитектура — традиционная архитектура рутульцев, строивших свои селения в труднодоступных местах, так как частые войны и набеги врагов вынуждали их для усиления обороноспособности возводить крепостные стены, сигнальные и оборонительные башни.

## История традиционного жилища рутульцев

### Типы жилища
- наиболее ранний — одноэтажный или приподнятый на высоких каменных столбах однокомнатный дом, стоящий отдельно от хозяйственных построек;
- двухэтажный без двора и надворных построек;
- одноэтажный или двухэтажный дом с небольшим открытым двором, где имеются хозяйственные и подсобные помещения[1].

### Средневековые жилища
По мнению Л. И. Лаврова, в раннем средневековье основным типом жилища Восточного Кавказа (следовательно и Южного Дагестана) была каменная сакля, а в предгорной полосе Северного Кавказа вплоть до Каспийского моря — турлучные дома.
Есть мнение М. И. Ильиной, что жилище с перекрытием типа «дарбази» представляет собой тип усовершенствованной землянки, ведущей начало от палеолитический пещерных жилищ и примитивных землянок. Однако не все материалы архитектуры Южного Дагестана подтверждают всеобщность такого пути эволюции горного жилища.
В известных памятниках строительной эпиграфики XI—XVI вв. из Дагестана неоднократно упоминается термин «устад» («уста»): самая ранняя надпись датирована XIII в. (надпись из Рутула, 625 г.х. (1227 г.)) и издана Н. В. Ханыковым в арабской транскрипции.
«Катиб этих букв проповедник (хатиб) Ибрахим устад строитель (ал-банна) Саид».
Профессиональная титулатура здесь наиболее интересна. Это единственный случай, когда одному человеку приписаны два профессиональных термина — «устад» и «ал-банна», и второй в дагестанской эпиграфике, когда профессия строителя передается через «ал-банна». 
Первый датирован 572 г.х. (1176—1177 гг), рассказывает о строителе с однозначно местным именем: 
«Это дом Фугана сына Саби. Построил его (банаху) Джату сын Месата — архитектор».
В надписи 1210 г. х. (1795—1796 гг) из Рутула, рассказывается о строительстве минарета:
«Вот построили этот минарет Кафлан-бек и Хасан-бек, сыновья Мирза-бека вместе с джамаатом рутульским.. а мастера: Ахмед, Илали и Адам...».

В надписи 1177 г. из Рутула говорится о строительстве дома: 
«Это дом Фугана сына Саби. Его построил Куту Абу Мисак-строитель (ал-банн) в месяц зу-л-хиджжа пятьсот семьдесят второго года».
 Это первое упоминание о профессиональном мастере в Дагестане. Примечательной является одна деталь: слово «ал-банна» расположено после имени мастера, а не перед ним, как это обычно делалось. Видимо, термин, обозначающий профессию, здесь неотделимо от имени строителя: «Куту Абу Мисак-строитель» - в данном случае это слово выражает не только степень квалификации, но и звание, профессию, титул.

## Развитие архитектуры
Известная изолированность горных районов способствовала тому, что процессы изменения типа жилища протекали там до XIX в. чрезвычайно медленно и неравномерно. Это позволяет в ряде случаев рассматривать как относящиеся к одному и тому же этапу развития жилые дома, построенные в разное время.
В Южном Дагестанe практически не сохранились в первоначальном виде не только дома-крепости, но и однокамерные жилища.
Дальнейшая дифференциация жилого дома была связана с выделением отдельных функциональных помещений в самой жилой части дома (кухня, кладовая, жилая комната, кунацкая и т. д.) Поэтому с точки зрения эволюции жилища наиболее ранним типом следует признать дома с единым жилым помещением, включавшим в себя все функции жилища.

### Однокамерный дом
Однокамерные дома для большой семьи сохранились на сегодняшний день в старых горных аулах (рутульских, цахурских, лезгинских и агульских). Это могут быть одноэтажные, двухэтажные и даже трёхэтажные дома, но жилище при этом всегда остается однокамерным. Наибольшее количество старых однокамерных домов обнаружено было именно в рутульских аулах. Жилое помещение в этих домах достигает 45-50 м² (в среднем 30-35 м²).
Проникновение в горные района Юждага товарно-денежных отношений способствовало ускорению распада большой семьи. Этот процесс продолжался длительное время и завершился в целом во второй половине XIX века, когда основной хозяйственной единицей в горных аулах стала сравнительно небольшая хозяйственно-самостоятельная семья (малая семья). Простейшим типом жилища для малой семьи становится двухэтажный дом с небольшим помещением на втором этаже (площадью в среднем 15 м²), служившим одновременно жильём, кухней и кладовой. Требования быта, климата и удобства ведения личного хозяйства привели в XIX веке к распространению во многих горных селах нового типа жилища для малой семьи — дома с лоджией на втором этаже (см. вторую фотографию). Лоджия в теплое время года была сосредоточением жизни всей семьи — здесь спали, готовили пищу, занимались работой. В развитых богатых домах рутульцев проёмы лоджий закрывались подъёмными ставнями, и она могла играть роль и парадного помещения.

### Элементы архитектуры
Одновременно с распространением арочных конструкций перекрытия полуциркульная арка «вышла» и на фасад жилого дома — окна, порталы, аркады галереи. Проблема появления или широкого распространения в дагестанской архитектуре полуциркульной арки требует специального исследования. Разумеется, арка была позаимствована.
Такая арка издавна использовалась в грузинской и армянской архитектурах. Стрельчатая арка характерна архитектуре данного региона. Широко использовалась полуциркульная арка русскими строителями после окончания Кавказской войны. Иными словами, путей влияния могло быть много. Боролись две тенденции: стрельчатая арка, которая была характерна для Дербента и сопредельных с Южным Дагестаном районов нынешнего Азербайджана, и полуциркульная арка, характерная для сопредельных с Нагорным Дагестаном районов Грузии. Победила полуциркульная арка, которая стала во второй половине XIX в. визитной карточкой всей архитектуры Дагестана. В это время она широко использовалась прежде всего в агульской, лезгинской и табасаранской архитектурах. Сложнее обстояло дело с архитектурой цахурцев, которые через перевалы теснее были связаны с Ширваном, чем с аулами лезгин. Стрельчатая арка чаще использовалась у цахурцев, не только как декоративный мотив, но и как полноценная архитектурная форма. Рутульская архитектура занимает как бы промежуточное место между агульской и цахурскими архитектурами. Как и у агулов, в жилых рутульских домах применялась полуциркульная арка. Но в декоративных мотивах чаще использовали стрельчатую арку.

### Архитектура мечетей и пиров у рутульцев
Как утверждает исследователь Н. Б. Бакланов, рутульская мечеть отличается от жилого дома только величиной своего основного и единственного зала и, в зависимости от величины, некоторыми деталями конструкции.
В рутульских аулах детально рассмотрены и обмерены две крупные мечети — в Ихреке и Рутуле. Судя по всему, мечеть в Ихреке впервые была сооружена в период внедрения ислама в Южном Дагестане, когда крупные аулы становились форпостами ислама. Какие-то элементы цокольной части мечети восходят к X—XI векам, однако основные архитектурные элементы явно позднего происхождения. Так, второй портал, скорее всего, был построен к фасаду мечети в XIX веке. Что касается внутренних деревянных столбов, то их тоже можно датировать XIX веком. Надо сказать, что внешний облик ихрекской мечети нетипичен для старой рутульской мечети. Само наличие монументального арочного портала свидетельствовало о повышенном внимании к внешнему облику мечети.
Большая мечеть в Рутуле — это типичная рутульская мечеть с большим молитвенным залом (135 м²) и галереей перед южным фасадом, в который выходит выступ михраба. Внутренние столбы имеют фигурные надбалки и покрыты орнаментальной резьбой. Характерна для рутульского типа мечетей и мечеть в Мюхреке. Расположенная на крутом рельефе, она имеет очень выразительный силуэт — простой главный фасад с арочным порталом и стройный минарет. Размер молитвенного зала — 80 м².
Большинство из выявленных в Юждаге пиров (связанных с захоронениями или представляющих собой памятники людям, умершим вдали от родины) можно расположить в длинный ряд в зависимости от близости от груды камней или к мавзолею. Это, разумеется, не значит, что формирование мавзолея шло путём развития пира от «священной» груды камней до мавзолея, ибо обе формы мемориального сооружения (груда камней и мавзолей) сосуществуют в Дагестане много веков.
Простейшие пиры-мавзолеи, напоминающие по форме мавзолей, были в основном выявлены в Рутульском районе. В рутульских селах не удалось обнаружить ни одного развитого мавзолея, в то время как у остальных народов лезгинской группы такие мавзолеи существуют.